# IC 58
IC 58 ist eine elliptische Galaxie vom Hubble-Typ E5 im Sternbild Walfisch südlich der Ekliptik. Sie ist etwa 283 Millionen Lichtjahre von der Milchstraße entfernt und hat einen Durchmesser von etwa 65.000 Lichtjahren.

Im selben Himmelsareal befinden sich u. a. die Galaxien NGC 284, NGC 285, NGC 286, IC 60.
Das Objekt wurde am 23. August 1892 vom französischen Astronomen Stéphane Javelle entdeckt.